# Mamgo
Mamgo (fl. III secolo) è stato un condottiero armeno vissuto nel III secolo.

## Biografia
Originario della Scizia, Mamgo, secondo M. St. Martin, era forse di stirpe reale cinese: secondo lo storico armeno sarebbe addirittura appartenuto alla famiglia imperiale cinese di Hon che venne poi spodestato dalla famiglia usurpatrice dei Wei. Altri storici sostengono invece che era un comandante sogdiano che aveva servito e poi tradito l'Imperatore.
Mamgo fuggì in Persia cercando la protezione dello scià di Persia Ardashir (226-241) e la ottenne. L'Imperatore cinese chiese allo scià Sapore che gli venisse restituito il fuggitivo, ma lo scià invocò le leggi dell'ospitalità e l'Imperatore cinese ottenne solo che Mamgo venisse punito dallo scià con l'esilio in Armenia: «L'ho espulso dai miei domini; l'ho confinato all'estremità della Terra dove il sole sorge», questa fu la risposta data da Sapore I (241-272) all'ambasciatore cinese.
Intorno al 285 lo scià incaricò a Mamgo e alla sua orda di uomini di sedare la rivolta in Armenia di Tiridate, appoggiata dai romani, ma Mamgo, offeso per la punizione ricevuta, decise di passare dalla parte dei ribelli. Grazie anche all'aiuto di Mamgo, gli Armeni ribelli di Tiridate riuscirono a impossessarsi di tutta l'Armenia e giunsero persino a penetrare in Assiria. I successi armeni furono certo in parte dovuti alla Guerra civile in corso in Persia, e infatti quando la guerra civile finì con l'affermazione di Narsete, quest'ultimo riuscì a porre fine alla rivolta.